# 볼기
볼기(영어: buttocks, 단수형: buttock)는 넓적다리와 허리 사이의 뒤쪽 부위로 윗부분은 엉덩이라고 부르고, 아랫부분은 궁둥이라고 부른다. 현재는 국립국어원 표준국어대사전에서 엉덩이의 뜻풀이에 "볼기의 윗부분"이라는 뜻 외에, "볼기의 윗부분과 아랫부분을 통틀어 이르는 말"이라는 뜻이 추가되었다.
볼기는 대부분 포유류의 외부 해부학에서 두 개의 둥근 부분으로 골반 부위의 뒤쪽에 위치한다. 인간의 경우 볼기는 허리와 회음 사이에 위치한다. 엉덩이는 외부 피부 층과 그 아래에 있는 피하 지방으로 구성되어 있으며 좌우 대둔근과 중둔근에 겹쳐 있다. 두 개의 대둔근은 인체에서 가장 큰 근육이다. 허리를 구부렸을 때 몸을 똑바로 세우는(서 있는) 자세로 만드는 것과 같은 움직임을 담당하고, 고관절을 쭉 뻗어 몸을 똑바로 세우는 자세를 유지하며, 걷거나 달릴 때 다리를 더 뻗어 앞으로 밀어내는 역할을 한다.

볼기(buttocks)와 달리, hip은 엉덩뼈 능선(iliac crest)부터 넙다리뼈(femur) 큰돌기(greater trochanter) 사이에 옆으로 돌출한 부분을 의미하며 hip에 정확히 해당하는 한국어는 없다. 대한해부학회에서 엉덩이라는 용어는 볼기의 윗부분을 가리키는 용어로 사용되므로 hip에 대해 엉덩관절부위라는 용어를 사용하자는 의견이 있었으나, 좀 더 짧은 용어인 엉덩부위라는 용어가 선택되었다.
볼기 부위(gluteal region)에는 볼기사이틈새(intergluteal cleft)와 볼기고랑(gluteal sulcus)이 있다. 볼기뼈의 이름은 볼기에서 왔다.
볼기의 좌우 양옆에 있는 볼기에 포함되지 않는 부위를 엉덩 부위(hip region)라고 부른다. 볼기(buttocks)와 엉덩부위가 합쳐진 영역을 볼기부위(gluteal region)로 부른다.
수많은 문화에서 볼기는 유방하고 성적 매력을 주는 역할을 한다. 또, 수많은 문화에서는 체벌 대상으로 사용하기도 했다. 볼기의 피하 지방층은 부상을 방지하는 동시에 통증을 가할 수 있기 때문이다. 엉덩이를 체벌하는 경우에는 가정이나 교내에서 사용하였으며 때때로 바지와 속옷을 벗겨 회초리로 때리는 경우가 있다. 짱구는 못말려나 엉덩이 탐정같은 각종 아동만화에서 개그 소재로 다루어지기도 한다.

## 구조
볼기는 지방층이 겹쳐진 둔부 근육 또는 "둔근"(대둔근 및 중둔근)의 덩어리로 형성된다. 볼기의 위쪽 부분은 장골능에서 끝나고 아래쪽 부분은 수평 둔근 주름으로 윤곽이 그려진다. 대둔근에는 두 개의 삽입 지점이 있다. 즉, 대퇴골 철근의 위쪽 부분 1/3과 장경골의 위쪽 부분이다. 대둔근의 덩어리는 항문이 위치한 중간 둔부 틈 또는 "균열"에 의해 분리된다.
볼기는 영장류가 네발 달린 동물처럼 발에 체중을 싣지 않고 똑바로 앉을 수 있게 해준다. 특정 비비 종의 암컷은 수컷을 유인하기 위해 얼굴이 붉어지는 붉은 볼기를 가지고 있다. 인간의 경우, 여성의 경우 피하 지방이 많고 볼기가 비례적으로 넓어 볼기가 비례적으로 넓고 두꺼워지는 경향이 있다. 인간의 경우 신체를 앞으로 움직이게 하고 배변을 돕는 역할도 한다.
일부 개코원숭이와 모든 긴팔원숭이는 털로 덮여 있지만 볼기에 특징적인 벌거벗은 굳은 살이 있다. 인간 어린이는 일반적으로 볼기가 매끈한 반면, 성숙한 남성과 여성은 신체의 다른 부위와 마찬가지로 털이 자라는 정도가 다르다. 여성의 경우 둔부 갈라진 틈(항문 주변 포함)에 털이 자랄 수 있으며, 때로는 뺨 아래쪽까지 옆으로 뻗기도 한다. 남성의 경우 볼기 일부 또는 전체에 털이 자랄 수 있다.

엉덩이 또는 둔부는 볼기의 윗부분을 말한다. 엉덩뼈의 이름은 엉덩이에서 왔다.
궁둥이는 볼기의 아랫부분을 말한다. 궁둥뼈의 이름은 궁둥이에서 왔다.

## 같이 보기
- 엉덩 부위
- 볼기근
- 항문
- 팔꿉
- KMLE (의학검색엔진)
- 골반

- 볼기뼈

- 엉덩뼈
- 궁둥뼈
- 두덩뼈

- 엉치뼈
- 꼬리뼈